# サンパウロ地下鉄17号線
17号線 - ゴールド（17ごうせんゴールド、英: Line 17 - Gold、葡: Linha 17 - Ouro）は、ブラジル連邦共和国サンパウロ州サンパウロ市にあるサンパウロ地下鉄にて建設中のモノレール新路線の建設計画である。
新路線となる17号線は、サンパウロ＝モルンビー駅を起点とし、サンユダ駅を終点とする、駅が14駅となる路線である。
他の既存の地下鉄路線とは対照的に、17号線はモノレール路線となっている。
当路線は、2014年FIFAワールドカップの開催地であったサンパウロ市における建設計画の一部である。
当路線は、サンパウロ都市圏鉄道会社 (CPTM) 9号線（エメラルド）と同様に、1号線（ブルー）、4号線（イエロー）および5号線（ライラック）とともに統合される予定となっている。
レイアウトは、延長21.5kmとして設計されており、3段階に分けて開業される予定である。
初期段階では、延長3.8km、初期需要を1日当たり乗客18,000人とし、サンユダ駅とコンゴニャス＝サンパウロ空港を結ぶ路線として、2011年初頭に開業が予定されている。
第二段階では、1日当たり乗客100,000人の需要を予想しており、2013年に運行を開始する予定である。また、延長10.8km、モルンビーCPTM駅とジャバクアラ地下鉄駅を結ぶ路線の予定である。2つの区間は、将来のBrooklin Paulista駅にて「Y」字のような形で接続する予定となっている。
当路線は、タレスのSelTrac技術を利用したCBTCにより制御され、2014年6-7月に開業する予定である。
さらに、マレーシアに拠点を置く会社スコミ・レールには、当路線向けの24編成の列車車両供給が授与されている。
2014年6月9日には、当路線の建設中にコンクリート製支持梁が崩壊したため、労働者1名が死亡し、他に2名が負傷する事故が発生している。
当路線の完成は、FIFAワールドカップ開催時期を予定していたが、環境の承認を受けていなかったため、当路線の建設が遅れる結果となり、2015年後半まで完成が延期されることとなった。

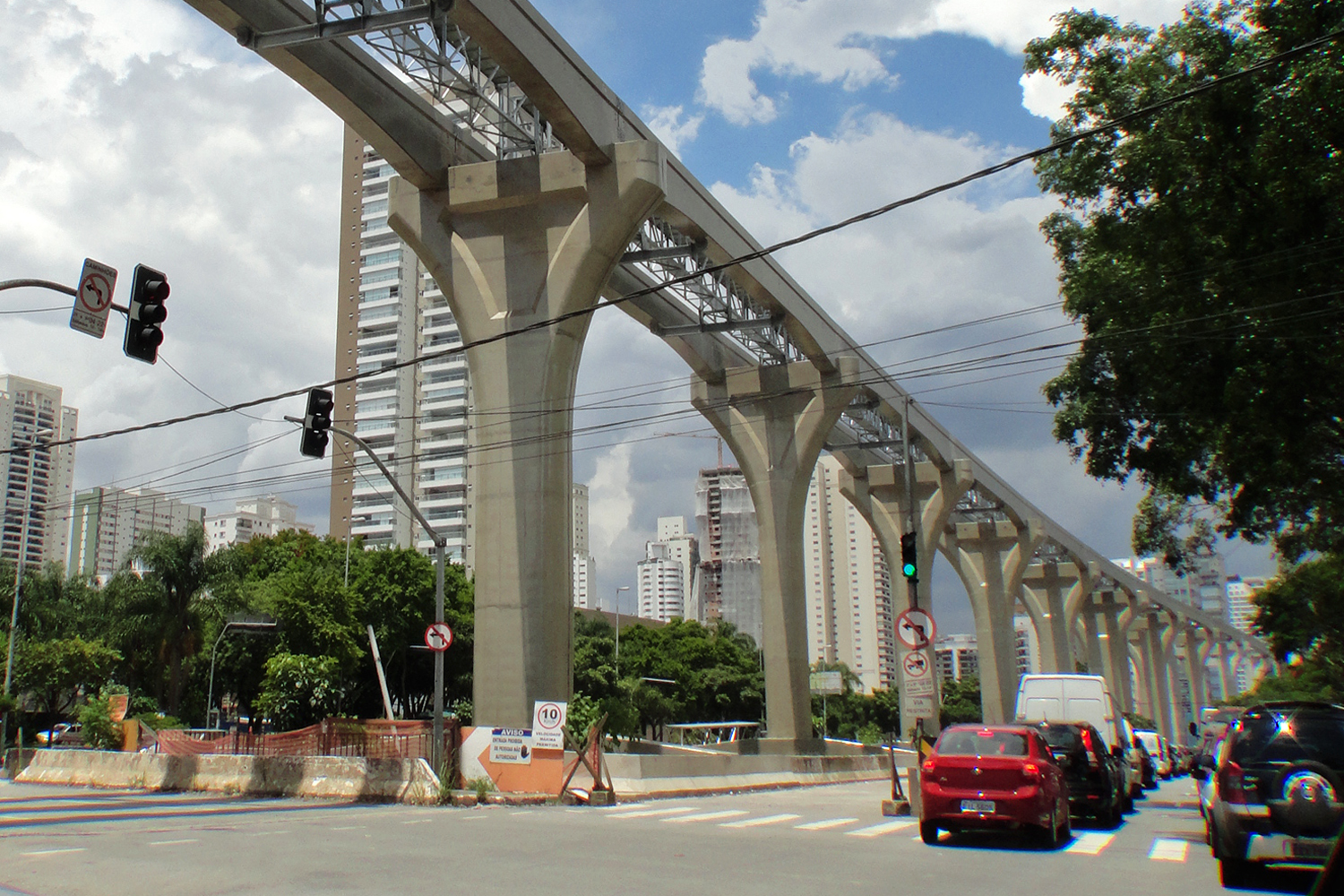
建設工事中のJornalista Roberto Marinho Avenueへのモノレール「Linha 17 - Ouro」平行線（2015年2月現在）